# AFL - Division I 2024
La AFL Division I 2024 è la 38ª edizione del campionato di football americano di secondo livello, organizzato dalla AFBÖ.

## Squadre partecipanti
| Club                  | Città                    | Stadio | Sponsor ufficiale | Risultato nella stagione 2024 |
| --------------------- | ------------------------ | ------ | ----------------- | ----------------------------- |
| Amstetten Thunder     | Amstetten                |        | Ultimate          |                               |
| Carinthian Lions      | Klagenfurt am Wörthersee |        |                   |                               |
| Cineplexx Blue Devils | Hohenems                 |        |                   |                               |
| Fehérvár Enthroners 2 | Székesfehérvár           |        |                   |                               |
| Sankt Pölten Invaders | Sankt Pölten             |        |                   |                               |
| Red Tigers            | Vienna                   |        |                   |                               |
| Styrian Bears         | Graz                     |        | GBG Graz          |                               |
| Styrian Reavers       | Tillmitsch               |        |                   |                               |
| Traun Steelsharks     | Traun                    |        | Atrium            |                               |
| Vienna Knights        | Vienna                   |        |                   |                               |

## Stagione regolare

### Calendario

#### 1ª giornata
| Ragnitz 6 aprile 2024, ore 14:00 | Styrian Reavers | 19 – 28 (3-0 9-7 0-8 7-13) referto | Cineplexx Blue Devils | Solution Point Arena |

| St. Georgen am Steinfelde 6 aprile 2024, ore 16:00 | Sankt Pölten Invaders | 27 – 14 (6-7 8-7 7-0 6-0) referto | Traun Steelsharks | Invaders field |

| Ottakring 7 aprile 2024, ore 16:00 | Vienna Knights | 17 – 14 (d.t.s.) (0-0 0-0 7-7 7-7 3-0) referto | Styrian Bears | Redstarplatz |

| Székesfehérvár 7 aprile 2024, ore 15:00 | Fehérvár Enthroners 2 | 27 – 40 referto | Amstetten Thunder | FIRST Field |

| Vienna 7 aprile 2024, ore 15:00 | Red Tigers | 7 – 27 (0-7 0-20 0-0 7-0) referto | Carinthian Lions | Footballzentrum Ravelin |

#### 2ª giornata
| Amstetten 20 aprile 2024, ore 16:00 | Amstetten Thunder | 40 – 6 (6-6 6-0 14-0 14-0) referto | Styrian Reavers | Umdasch Stadion |

| Graz 20 aprile 2024, ore 18:00 | Styrian Bears | 45 – 12 (10-0 14-6 14-0 7-6) referto | Sankt Pölten Invaders | Verbandsplatz |

| Hohenems 21 aprile 2024, ore 14:00 | Cineplexx Blue Devils | 7 – 0 (0-0 0-0 0-0 7-0) referto | Carinthian Lions | Stadion Herrenried |

| Traun 21 aprile 2024, ore 15:00 | Traun Steelsharks | 24 – 27 (6-0 18-0 0-7 0-20) referto | Red Tigers | Sportzentrum Traun |

| Székesfehérvár 21 aprile 2024, ore 15:00 | Fehérvár Enthroners 2 | 23 – 18 (3-0 13-6 7-6 0-6) referto | Vienna Knights | FIRST Field |

#### 3ª giornata
| Amstetten 27 aprile 2024, ore 16:00 | Amstetten Thunder | 26 – 8 (7-0 0-0 6-0 13-8) referto | Vienna Knights | Umdasch Stadion |

| St. Georgen am Steinfelde 27 aprile 2024, ore 16:00 | Sankt Pölten Invaders | 34 – 7 (6-0 14-7 6-0 8-0) referto | Fehérvár Enthroners 2 | Invaders Field |

| Graz 28 aprile 2024, ore 10:30 | Styrian Bears | 56 – 16 (21-0 21-9 0-0 14-7) referto | Traun Steelsharks | Verbandsplatz |

| Hohenems 28 aprile 2024, ore 11:00 | Cineplexx Blue Devils | 7 – 25 (0-0 0-13 7-6 0-6) referto | Red Tigers | Stadion Herrenried |

| Ragnitz 28 aprile 2024, ore 14:00 | Styrian Reavers | 20 – 29 (7-7 0-6 7-0 6-16) referto | Carinthian Lions | Solution Point Arena |

#### 4ª giornata
| Ragnitz 11 maggio 2024, ore 15:00 | Styrian Reavers | 17 – 52 (0-1 7-18 10-6 0-12) referto | Fehérvár Enthroners 2 | Solution Point Arena |

| Traun 11 maggio 2024, ore 17:00 | Traun Steelsharks | 7 – 33 (0-7 0-20 0-6 7-0) referto | Amstetten Thunder | Sportzentrum Traun |

| Hohenems 12 maggio 2024, ore 14:00 | Cineplexx Blue Devils | 20 – 28 (6-14 8-14 0-0 6-0) referto | Styrian Bears | Stadion Herrenried |

| Klagenfurt am Wörthersee 12 maggio 2024, ore 15:00 | Carinthian Lions | 14 – 22 (7-0 0-0 7-14 0-8) referto | Sankt Pölten Invaders | Sportplatz Annabichl (150 spett.) |

| Ottakring 12 maggio 2024, ore 15:00 | Vienna Knights | 41 – 21 (7-0 13-6 8-0 13-15) referto | Red Tigers | Redstarplatz |

#### 5ª giornata
| Amstetten 19 maggio 2024, ore 14:00 | Amstetten Thunder | 26 – 6 (14-0 6-0 0-6 6-0) referto | Cineplexx Blue Devils | Umdasch Stadion |

| Székesfehérvár 19 maggio 2024, ore 15:00 | Fehérvár Enthroners 2 | 41 – 0 (14-0 20-0 0-0 7-0) referto | Traun Steelsharks | FIRST Field |

| Ottakring 19 maggio 2024, ore 15:00 | Vienna Knights | 28 – 27 (7-14 0-3 7-10 14-0) referto | Styrian Reavers | Redstarplatz |

| Vienna 19 maggio 2024, ore 15:00 | Red Tigers | 7 – 36 (0-0 0-22 0-8 7-6) referto | Sankt Pölten Invaders | Footballzentrum Ravelin |

| Klagenfurt am Wörthersee 20 maggio , ore 15:00 | Carinthian Lions | 6 – 45 (0-3 0-21 6-13 0-8) referto | Styrian Bears | Sportplatz Annabichl |

#### 6ª giornata
| Graz 31 maggio 2024, ore 19:30 | Styrian Bears | 40 – 14 (10-7 12-7 15-0 3-0) referto | Styrian Reavers | Verbandsplatz |

| St. Georgen am Steinfelde 1º giugno 2024, ore 16:00 | Sankt Pölten Invaders | 22 – 23 (0-7 6-0 16-16 0-0) referto | Amstetten Thunder | Invaders field |

| Ottakring 1º giugno 2024, ore 16:00 | Vienna Knights | 17 – 24 (0-0 0-10 3-14 14-0) referto | Cineplexx Blue Devils | Redstarplatz |

| Traun 1º giugno 2024, ore 17:00 | Traun Steelsharks | 0 – 28 (0-6 0-20 0-0 0-8) referto | Carinthian Lions | Sportzentrum Traun |

| Vienna 2 giugno 2024, ore 15:00 | Red Tigers | 28 – 3 (0-0 7-3 7-0 14-0) referto | Fehérvár Enthroners 2 | Footballzentrum Ravelin |

#### 7ª giornata
| Klagenfurt am Wörthersee 9 giugno 2024, ore 15:00 | Carinthian Lions | 33 – 26 (7-6 13-0 13-13 0-7) referto | Amstetten Thunder | Sportplatz Annabichl (150 spett.) |

#### 8ª giornata
| Klagenfurt am Wörthersee 15 giugno 2024, ore 15:00 | Carinthian Lions | 17 – 23 (0-3 3-7 7-7 7-6) referto | Fehérvár Enthroners 2 | Sportplatz Annabichl (220 spett.) |

| Hohenems 16 giugno 2024, ore 13:00 | Cineplexx Blue Devils | 42 – 3 referto | Traun Steelsharks | Stadion Herrenried |

| St. Georgen am Steinfelde 16 giugno 2024, ore 14:00 | Sankt Pölten Invaders | 18 – 16 referto | Vienna Knights | Invaders field |

| Vienna 16 giugno 2024, ore 15:00 | Red Tigers | 49 – 7 (21-0 21-0 0-7 7-0) referto | Styrian Reavers | Footballzentrum Ravelin |

| Amstetten 16 giugno 2024, ore 16:00 | Amstetten Thunder | 22 – 29 (0-0 6-14 8-0 8-15) referto | Styrian Bears | Umdasch Stadion |

#### 9ª giornata
| Székesfehérvár 22 giugno 2024, ore 15:00 | Fehérvár Enthroners 2 | 37 – 22 (14-3 10-13 13-0 0-6) referto | Cineplexx Blue Devils | FIRST Field |

| Traun 22 giugno 2024, ore 17:00 | Traun Steelsharks | 9 – 41 (0-8 9-14 0-12 0-7) referto | Vienna Knights | Sportzentrum Traun |

| Graz 22 giugno 2024, ore 18:00 | Styrian Bears | 28 – 20 (0-0 20-0 0-7 8-13) referto | Red Tigers | Verbandsplatz |

#### 10ª giornata
| Ragnitz 30 giugno 2024, ore 16:00 | Styrian Reavers | – | Sankt Pölten Invaders | Solution Point Arena |

### Classifica
La classifica della regular season è la seguente:
- PCT = percentuale di vittorie, G = partite giocate, V = partite vinte,  P = partite perse, PF = punti fatti, PS = punti subiti

| Pos. | Squadra               | PCT  | G | V | N | P | PF  | PS  |
| ---- | --------------------- | ---- | - | - | - | - | --- | --- |
| 1    | Styrian Bears         | .875 | 8 | 7 | 0 | 1 | 285 | 127 |
| 2    | Amstetten Thunder     | .750 | 8 | 6 | 0 | 2 | 236 | 138 |
| 3    | Sankt Pölten Invaders | .714 | 7 | 5 | 0 | 2 | 171 | 126 |
| 4    | Fehérvár Enthroners 2 | .625 | 8 | 5 | 0 | 3 | 213 | 176 |
| 5    | Vienna Knights        | .500 | 8 | 4 | 0 | 4 | 186 | 162 |
| 6    | Carinthian Lions      | .500 | 8 | 4 | 0 | 4 | 154 | 150 |
| 7    | Red Tigers            | .500 | 8 | 4 | 0 | 4 | 184 | 173 |
| 8    | Cineplexx Blue Devils | .500 | 8 | 4 | 0 | 4 | 156 | 155 |
| 9    | Styrian Reavers       | .000 | 7 | 0 | 0 | 7 | 110 | 266 |
| 10   | Traun Steelsharks     | .000 | 8 | 0 | 0 | 8 | 73  | 295 |

## Playoff

### Tabellone
|  | Wild Card | Wild Card | Wild Card |     |  | Semifinali | Semifinali    | Semifinali |  |  | XXVI Silver Bowl | XXVI Silver Bowl | XXVI Silver Bowl |  |
|  |           |           |           |     |  |            |               |            |  |  |                  |                  |                  |  |
|  |           |           |           |     |  | 1          | Styrian Bears |            |  |  |                  |                  |                  |  |
|  |           |           |           |     |  | 1          | Styrian Bears |            |  |  |                  |                  |                  |  |
|  |           |           |           | TBD |  |            |               |            |  |  |                  |                  |                  |  |
|  | TBD       |           |           |     |  |            |               |            |  |  |                  |                  |                  |  |
|  |           |           |           |     |  |            |               |            |  |  |                  |                  |                  |  |
|  | TBD       |           |           |     |  |            |               |            |  |  |                  |                  |                  |  |
|  |           | TBD       |           |     |  |            |               |            |  |  |                  |                  |                  |  |
|  |           |           |           |     |  |            |               |            |  |  |                  |                  |                  |  |
|  |           |           | TBD       |     |  |            |               |            |  |  |                  |                  |                  |  |
|  |           |           |           |     |  |            |               |            |  |  |                  |                  |                  |  |
|  |           |           |           |     |  |            |               |            |  |  |                  |                  |                  |  |
|  |           |           |           |     |  |            |               |            |  |  |                  |                  |                  |  |
|  |           | 2         | TBD       |     |  |            |               |            |  |  |                  |                  |                  |  |
|  |           |           |           |     |  |            |               |            |  |  |                  |                  |                  |  |
|  |           |           |           | TBD |  |            |               |            |  |  |                  |                  |                  |  |
|  | TBD       |           |           |     |  |            |               |            |  |  |                  |                  |                  |  |
|  |           |           |           |     |  |            |               |            |  |  |                  |                  |                  |  |
|  | TBD       |           |           |     |  |            |               |            |  |  |                  |                  |                  |  |

### Wild Card
| 2024 | TBD | – | TBD |  |

| 2024 | TBD | – | TBD |  |

### Semifinali
| 2024 | TBD | – | TBD |  |

| 2024 | TBD | – | TBD |  |

### XXVI Silver Bowl
| 2024 | TBD | – | TBD |  |

## Verdetti
- TBD Vincitori dell'AFL Division I 2024